# Welcome to the Beautiful South
Welcome to the Beautiful South è il primo album in studio del gruppo musicale britannico The Beautiful South, pubblicato nel 1989.

## Tracce
Tutti i brani sono di Paul Heaton e Dave Rotheray, eccetto dove indicato.
1. Song for Whoever – 6:10
2. Have You Ever Been Away? – 5:12
3. From Under the Covers – 4:05
4. I'll Sail This Ship Alone – 4:41
5. Girlfriend (Antonio Reid/Kenneth "Babyface" Edmonds) – 2:54
6. Straight in at 37 – 4:29
7. You Keep It All In – 2:54
8. Woman in the Wall – 5:16
9. Oh Blackpool – 3:01
10. Love Is... – 7:04
11. I Love You (But You're Boring) – 4:31

## Formazione

### Gruppo
- Paul Heaton - voce
- Dave Hemingway - voce
- Dave Rotheray - chitarra
- Sean Welch - basso
- Dave Stead - batteria

### Altri musicisti
- Briana Corrigan - voce
- Pete Wingfield - tastiere, piano
- Mel Wesson - tastiere, programmazioni
- Martin Ditcham - percussioni
- Peter Thoms - trombone
- Gary Barnacle - sassofono, flauto
- John Thirkle - tromba, flicorno